# Acryptolaria andersoni
Acryptolaria andersoni är en nässeldjursart som beskrevs av Totton 1930. Acryptolaria andersoni ingår i släktet Acryptolaria och familjen Lafoeidae. Inga underarter finns listade i Catalogue of Life.